# Emil Liebitzky
Emil Liebitzky (* 5. Oktober 1892 in Dux, Böhmen als Emil Josef Liebitzký; † 12. April 1961 in Wien) war ein österreichischer General der Artillerie und führend an der Neugründung des Bundesheeres der zweiten Republik beteiligt.

## Leben
Liebitzky wurde 1892 in Dux als Sohn des k.k. Bezirksgerichts-Adjunkts Anton Liebitzký und dessen Frau Rosina Kříž geboren. Sein Vater trat noch vor der Hochzeit vom jüdischen Glauben zur katholischen Kirche über. Liebitzky trat in die K.u.k. Technischen Militärakademie in Mödling ein und wurde 1913 als Leutnant ausgemustert.

### Erster Weltkrieg
Als Leutnant wurde Liebitzky unmittelbar nach Ende seiner Ausbildung 1913 zum k. u. k. Festungsartillerieregiment Nr. 1 versetzt. Den Ersten Weltkrieg erlebte er an den Fronten in Serbien, Galizien, Italien und der Ukraine. Zu Kriegsende war er Major in Generalstabsausbildung. 

### Bundesheer der 1. Republik
1920 in das erste Bundesheer übernommen, beendete er dort seine höhere Ausbildung und betrieb nebenberuflich an der Universität Wien das Studium der Staatswissenschaften. 1923 erfolgte seine Promotion zum Dr. rer. pol. 
1927 wurde er als Major zum Adjutanten des Bundesministers Carl Vaugoin bestellt. Auf diesem Posten wurde „der kleine drahtige Offizier mit dem ernsten Gesicht“ (Jedlicka) eine im ganzen Bundesheer bekannte Persönlichkeit. 1933 wurde er Oberst. Von 1933 bis 1938 war er österreichischer Militärattaché in Rom. In dieser Funktion ging seine Bedeutung weit über eine normale Attachétätigkeit hinaus. Vor allem kam ihm eine wichtige Rolle dabei zu, die Unterstützung Italiens bei der Sicherung der Unabhängigkeit Österreichs zu erlangen. Hierin war er zunächst erfolgreich, doch je mehr sich Mussolini nach seinem Abessinienabenteuer an Hitlerdeutschland annäherte, desto schwieriger wurde seine Mission.

### Zeit des Nationalsozialismus
Nach dem „Anschluss“ im März 1938 wurde er aus Rom abberufen, von der sogenannten „Muff-Kommission“ als für die deutsche Wehrmacht „nicht tragbar“ beurteilt und mit verkürzten Bezügen pensioniert. Im Verlauf des Krieges wurde er mehrfach von der Gestapo verhört. Über den General Luschinsky fand er Kontakt zu der österreichischen Widerstandsbewegung O5.

### 1945 bis 1956
Schon im Zweiten Weltkrieg arbeitete er mit der österreichischen Widerstandsbewegung O5 eng zusammen und bemühte sich um ein zukünftiges österreichisches Heerwesen. Bei Kriegsende stellte er sich dem neuaufgestellten Heeresamt zur Verfügung, um nach dessen baldiger Auflösung durch die Alliierten in den Dienst des Finanzministeriums zu treten. Als Leiter der sogenannten „Pensionsabteilung A“ spielte der nunmehrige Hofrat Liebitzky eine wichtige Rolle bei der Vorbereitung der Wiederbewaffnung Österreichs. Dort wurde er zum Begründer der „B-Gendarmerie“, die entscheidend für die spätere rasche und reibungslose Aufstellung des Bundesheeres war.
Mit Abschluss des Staatsvertrages 1955 wurde er zum Leiter der Sektion VI des Bundeskanzleramtes, dem „Amt für Landesverteidigung“. Mit ganzer Kraft wendete er sich gegen alle Reste des Nationalsozialismus und setzte sich für den Aufbau eines demokratischen und wahrhaft österreichischen Heeres ein. Freilich musste auch er erkennen, dass ein rascher Heeresaufbau ohne die Mitarbeit der Kriegsgeneration nicht möglich sein würde.

### Bundesheer der 2. Republik
Bei der Aufstellung des Bundesministeriums für Landesverteidigung wurde ihm mit dem Oberst Fussenegger ein kriegsgedienter Generaltruppeninspektor zur Seite gestellt. Die Zusammenarbeit der beiden Offiziere verlief keineswegs ganz reibungslos, doch fanden sie schließlich im Dienst am Aufbau eines österreichischen Heeres zu einer sachlichen und produktiven Zusammenarbeit. 
Am 12. September 1956 wurde Liebitzky zum General der Artillerie befördert. Während sich Oberst Fussenegger als Generaltruppeninspektor und Leiter der Sektion II den Fragen der Organisation, der Ausrüstung und der Ausbildung, sowie der Kommandoführung im Einsatzfall widmete, bearbeitete General Liebitzky als Leiter der Sektion I das Personal-, das Ergänzungs- und das Sanitätswesen, das Heeresbudget, alle rechtlichen, disziplinären und militärpolitischen Fragen, das Nachrichtenwesen mit Aufklärung und Spionageabwehr und die Attachéangelegenheiten. Dass das Bundesheer von Anfang an einen demokratischen und österreichischen Weg gegangen ist, ohne Abweichungen oder politische Skandale, ist ohne Zweifel auch dem kompromisslosen Nazigegner und Patrioten Liebitzky mit zu verdanken.

### Offiziersgesellschaft
Emil Liebitzky war ab 1956 auch treibende Kraft und einer der Gründungsväter der Österreichischen Offiziersgesellschaft (ÖOG) und ihrer Landesgesellschaften, die er als Brücke des Militärs in die Zivilgesellschaft verstand. Der neue Verein bezog seine Räume im Palais Erzherzog Ludwig Viktor am Schwarzenbergplatz in Wien, da sich die ÖOG als direkter Rechtsnachfolger des Militärwissenschaftlichen und Kasinovereins verstand, was das Innenministerium in einem Schreiben an das Verteidigungsministerium auch anerkannte. Am 30. März 1960 wurde die ÖOG per Ministerratsbeschluss auch als Rechtsnachfolger der Österreichischen Offiziersvereinigung anerkannt und ihr deren Inventar im Kasino am Schwarzenberplatz – vor allem die Bibliothek – übertragen.
Emil Liebitzky war vom 26. Jänner 1960 bis zu seinem Tod in Personalunion der 1. Präsident der Österreichischen Offiziersgesellschaft und der Offiziersgesellschaft Wien. Erwin Fussenegger führte die Geschäfte der ÖOG bis zur Neuwahl am 9. Dezember 1961 weiter.

### Lebensabend
Mit Jahresende 1957 erfolgte seine Pensionierung. 1958 erhielt er das Große Goldene Ehrenzeichen für Verdienste um die Republik Österreich. 
Nach kaum drei Jahren im Ruhestand verstarb dieser „Gründungsvater“ des österreichischen Bundesheeres. Er wurde am Döblinger Friedhof bestattet. Das Grab ist bereits aufgelassen.

## Militärische Auszeichnungen (Stand 1933)
- Eisernes Kreuz (1914) 2. Klasse
- Verwundetenmedaille
- Karl-Truppenkreuz
- Bronzene Militär-Verdienstmedaille am Band des Militärverdienstkreuzes mit Schwertern
- Silberne Militär-Verdienstmedaille am Band des Militärverdienstkreuzes mit Schwertern
- Militärverdienstkreuz III. Klasse mit der Kriegsdekoration und Schwertern
- Orden der Eisernen Krone III. Klasse mit der Kriegsdekoration und Schwertern (Nach dem 12. November 1918 bestätigte Anspruchsberechtigung)